# Агентство развития малого и среднего бизнеса (Азербайджан)
Агентство развития малого и среднего бизнеса Азербайджанской Республики (азерб. Azərbaycan Respublikasının Kiçik və Orta Biznesin İnkişafı Agentliyi или KOBİA) — государственное агентство, регулирующее развитие микро, малого и среднего бизнеса в Азербайджанской Республике.

## История
28 декабря 2017 года создано Агентство развития малого и среднего предпринимательства Азербайджана.
26 июня 2018 года Агентство было переименовано в Агентство по развитию малого и среднего бизнеса Азербайджана.

## Структура
Органами управления Агентства являются Наблюдательный совет и Правление.
Деятельность Агентства управляется Наблюдательным советом. Наблюдательный совет возглавляет министр экономики. В состав Совета входят заместители министров финансов, труда и социальной защиты, сельского хозяйства, заместитель председателя Государственного агентства по оказанию услуг гражданам и социальным инновациям при Президенте Азербайджанской Республики, и президент Национальной конфедерации предпринимателей (работодателей).
Правление возглавляет Председатель, который назначается на должность и освобождается от должности Министром экономики по согласованию с Президентом Азербайджанской Республики.
В состав Агентства входят:
- Дома малого и среднего бизнеса[10];
- Центры развития малого и среднего бизнеса[11];
- Центр развития государственно-предпринимательского партнерства[12];
- Фонды развития малого и среднего бизнеса

## Направления деятельности
Агентство осуществляет следующие виды деятельности:
- защита прав предпринимателей микро, малого и среднего бизнеса
- мониторинг реализации услуг, предоставляемых в домах малого и среднего бизнеса (МСБ), центрах развития малого и среднего бизнеса, Центре развития государственно-частного партнёрства (PPP), фондах развития малого и среднего бизнеса
- создание и совершенствование программного обеспечения, информационных систем, баз данных и реестра услуг для их внедрения в электронной форме
- создание благоприятной бизнес-среды
- финансирование проектов в области образования, науки, исследований и поддержки, связанных с развитием микро, малых и средних предприятий
- организация конкурсов для предоставления финансирования субъектам микро, малого и среднего бизнеса[13]
- выдача стартап-сертификатов субъектам микро, малого и среднего бизнеса[14]

## Обязанности Агентства
Агентство:
- анализирует тенденции развития предпринимательства в стране, вносит предложения по повышению роли и значения предпринимателей
- обеспечивает участие предпринимателей в обсуждении законодательных актов в соответствующей области
- организует обучение, повышения знаний и навыков предпринимателей
- осуществляет регистрацию стартапов и патентование инновационных идей
- совместно с соответствующими государственными органами принимает меры по поощрению инвестиций

## Деятельность
Действуют Бакинский, Евлахский, Хачмазский дома малого и среднего бизнеса. Дома действуют по принципу единого окна. В домах МСП предоставляются различными государственными органами и частными субъектами необходимые предпринимателям для деятельности государственные и частные услуги, в том числе:
- государственная регистрация предпринимательской деятельности
- получение государственных лицензий и разрешений
- помощь в разработке бизнес-плана
- предоставление доступа к льготному финансированию
- налоговые, таможенные, рекламные, продовольственные, коммунальные, банковские, страховые, нотариальные и другие услуги

На июль 2023 года в трёх домах МСП более 50 государственных органов и частных организаций предоставляют предпринимателям более 250 услуг.
Агентство организует участие азербайджанских производителей в выставках продукции в различных странах мира, в том числе на выставке «Halal Ekspo», проводящейся на Всемирном саммите халяльной продукции (Стамбул), саммите халяльной продукции в Татарстане, Китайской международной выставке импорта (CIIE), проводящейся с 2018 года ежегодно в Шанхае.
В сентябре 2024 года Агентством совместно с Федерацией торговых палат Ирака создан Азербайджано-иракский бизнес-совет.